# Matt Martin
Matthew "Matt" Martin, född 8 maj 1989 i Windsor, Ontario, är en kanadensisk professionell ishockeyspelare som spelar för Toronto Maple Leafs i NHL. 
Han har tidigare spelat på NHL-nivå för Toronto Maple Leafs och på lägre nivå för Bridgeport Sound Tigers i AHL och Sarnia Sting i OHL.
Martin fick sitt stora genombrott under sin tid i OHL-laget Sarnia Sting där han var en av lagets främsta spelare.
Han skrev som free agent på ett fyraårskontrakt värt 10 miljoner dollar med Toronto Maple Leafs den 1 juli 2016.
Den 3 juli 2018 tradades han tillbaka till sin gamla klubb New York Islanders i utbyte mot Eamon McAdam.
Han är släkt med Lucas Condotta.

## Spelarstatistik
| 2004–05    | Lasalle Vipers Minor Midget AA | Midget     | —   | —  | —  | —   | —   | —  | — | — | — | —  |
| 2005–06    | Blenheim Blast                 | GLJCHL     | 40  | 11 | 12 | 23  | 102 | —  | — | — | — | —  |
| 2006–07    | Sarnia Blast                   | WOHL       | 9   | 2  | 5  | 7   | 16  | —  | — | — | — | —  |
|            | Sarnia Sting                   | OHL        | 39  | 3  | 3  | 6   | 52  | 4  | 0 | 0 | 0 | 0  |
| 2007–08    | Sarnia Sting                   | OHL        | 66  | 25 | 13 | 38  | 155 | 9  | 3 | 3 | 6 | 16 |
| 2008–09    | Sarnia Sting                   | OHL        | 61  | 35 | 30 | 65  | 142 | 5  | 3 | 0 | 3 | 10 |
| 2009–10    | New York Islanders             | NHL        | 5   | 0  | 2  | 2   | 26  | —  | — | — | — | —  |
|            | Bridgeport Sound Tigers        | AHL        | 76  | 12 | 19 | 31  | 113 | 5  | 1 | 2 | 3 | 4  |
| 2010–11    | New York Islanders             | NHL        | 68  | 5  | 9  | 14  | 147 | —  | — | — | — | —  |
|            | Bridgeport Sound Tigers        | AHL        | 7   | 1  | 2  | 3   | 11  | —  | — | — | — | —  |
| 2011–12    | New York Islanders             | NHL        | 80  | 7  | 7  | 14  | 121 | —  | — | — | — | —  |
| 2012–13    | New York Islanders             | NHL        | 48  | 4  | 7  | 11  | 63  | 6  | 1 | 0 | 1 | 14 |
| 2013–14    | New York Islanders             | NHL        | 79  | 8  | 6  | 14  | 90  | —  | — | — | — | —  |
| 2014–15    | New York Islanders             | NHL        | 78  | 8  | 6  | 14  | 114 | 7  | 0 | 1 | 1 | 12 |
| 2015–16    | New York Islanders             | NHL        | 80  | 10 | 9  | 19  | 119 | 11 | 0 | 0 | 0 | 12 |
| 2016–17    | Toronto Maple Leafs            | NHL        | 82  | 5  | 4  | 9   | 123 | 6  | 0 | 2 | 2 | 6  |
| 2017–18    | Toronto Maple Leafs            | NHL        | 50  | 3  | 9  | 12  | 50  | —  | — | — | — | —  |
| 2018–19    | New York Islanders             | NHL        | —   | —  | —  | —   | —   | —  | — | — | — | —  |
| NHL totalt | NHL totalt                     | NHL totalt | 570 | 50 | 59 | 109 | 853 | 30 | 1 | 3 | 4 | 44 |
| AHL totalt | AHL totalt                     | AHL totalt | 83  | 13 | 21 | 34  | 124 | 5  | 1 | 2 | 3 | 4  |